# Soultzmatt
Soultzmatt (en alsacià Sulzmàtt) és un municipi francès, situat a la regió del Gran Est, al departament de l'Alt Rin. L'any 2004 tenia 2.172 habitants.

## Demografia
| 1962  | 1968  | 1975  | 1982  | 1990  | 1999  |
| ----- | ----- | ----- | ----- | ----- | ----- |
| 1.990 | 2.057 | 2.040 | 1.924 | 1.997 | 2.138 |

## Administració
| Període | Identitat          | Partit |
| ------- | ------------------ | ------ |
| 2001-   | Jean-Paul Diringer | UMP    |

## Personatges il·lustres
- Isidore Loeb (1839-1892), historiador i filòleg